# Gare de Solotvyno I
 (signalé en juin 2025).
Si vous disposez d'ouvrages ou d'articles de référence ou si vous connaissez des sites web de qualité traitant du thème abordé ici, merci de compléter l'article en donnant les références utiles à sa vérifiabilité et en les liant à la section « Notes et références ».
- Archive Wikiwix
- Bing
- Cairn
- DuckDuckGo
- E. Universalis
- Gallica
- Google
- G. Books
- G. News
- G. Scholar
- Persée
- Qwant
- (zh) Baidu
- (ru) Yandex
- (wd) trouver des œuvres sur Wikidata

La gare de Solotvyno I (en ukrainien : Станція Солотвино І) est une gare ferroviaire située dans la ville de Solotvyno en Ukraine.

## Histoire

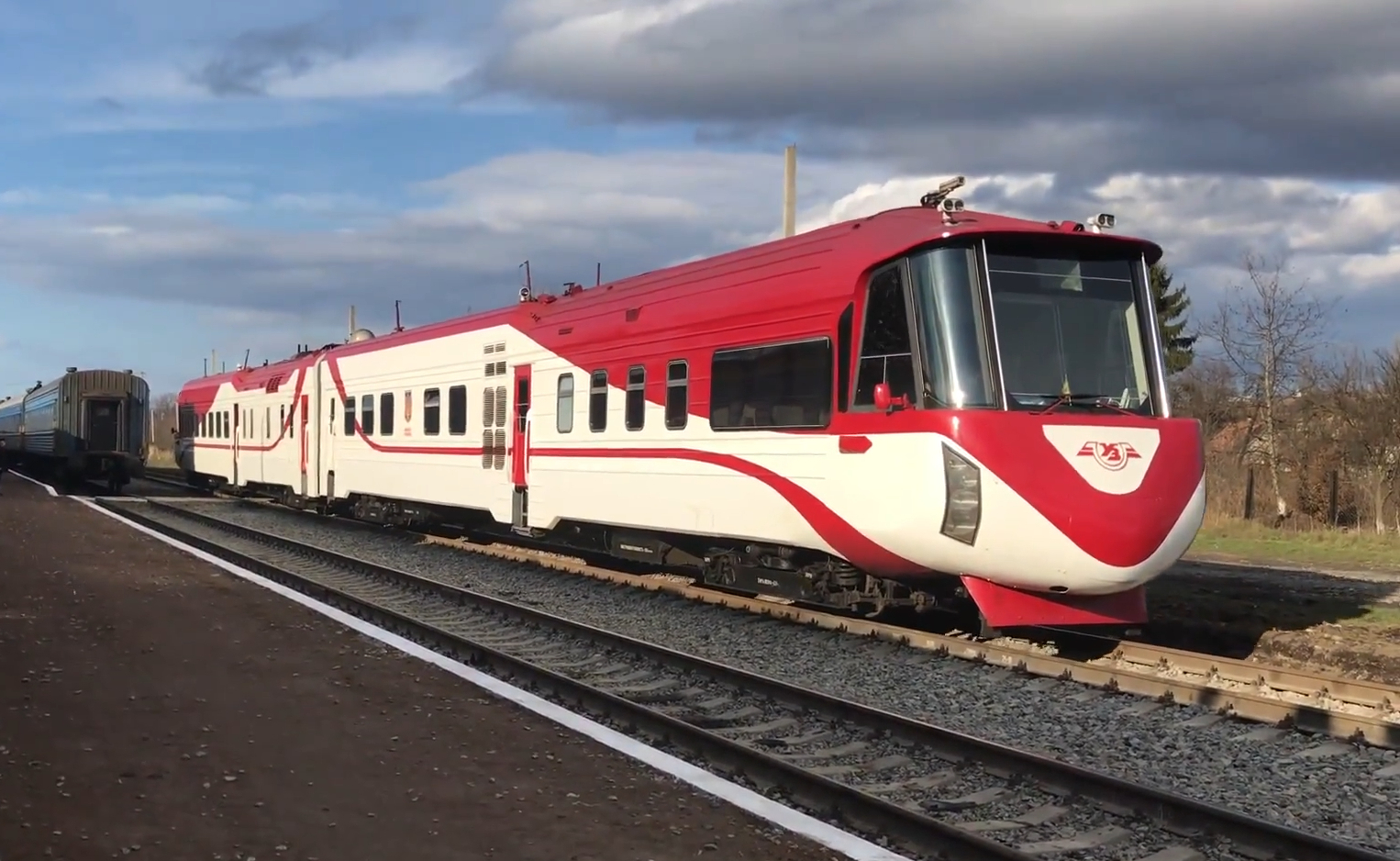
Une diesel DR1A modernisée en gare.

Solotvyno I est une gare sans issue sur la ligne Batyovo - Solotvyno I. Elle a été ouverte en 1893 sur la ligne ferroviaire Teresva - Sighetu Marmației - Yasinya. En 1970, la gare a pris le nom actuel ; elle est devenue un cul-de-sac après le démantèlement de l’accès vers la Roumanie.

## Service des voyageurs

### Desserte
Un train n° 13/14 vers la Gare de Kiev-Passajyrsky. Le n° 40/39 vers Zaporijjia.